# Дом купца Воробьёва
Дом купца Воробьёва — жилое здание с коммерческими помещениями в Выборге. Занимающий треугольный участок между улицами Вокзальной, Димитрова и Ростовской пятиэтажный дом включён в перечень памятников архитектуры.

## История
В связи со строительством в 1867—1870 годах Финляндской железной дороги Выборг стал железнодорожной станцией. В начале XX века вокруг станции развернулось каменное строительство: первоначальная деревянная застройка уступала место новым домам. Так как по железной дороге в Выборг прибывали тысячи туристов и коммерсантов, в районе железнодорожного вокзала активно строились гостиницы. В тот период одним из самых успешных купцов и известных благотворителей в русской общине Выборга был Ф. П. Воробьёв. Им был приобретён треугольный участок для строительства гостиницы неподалёку от Выборгского вокзала. Проект гостиничного здания выполнен выборгским архитектором К. А. Шульманом, несколько ранее спроектировавшим дом купца Маркелова.

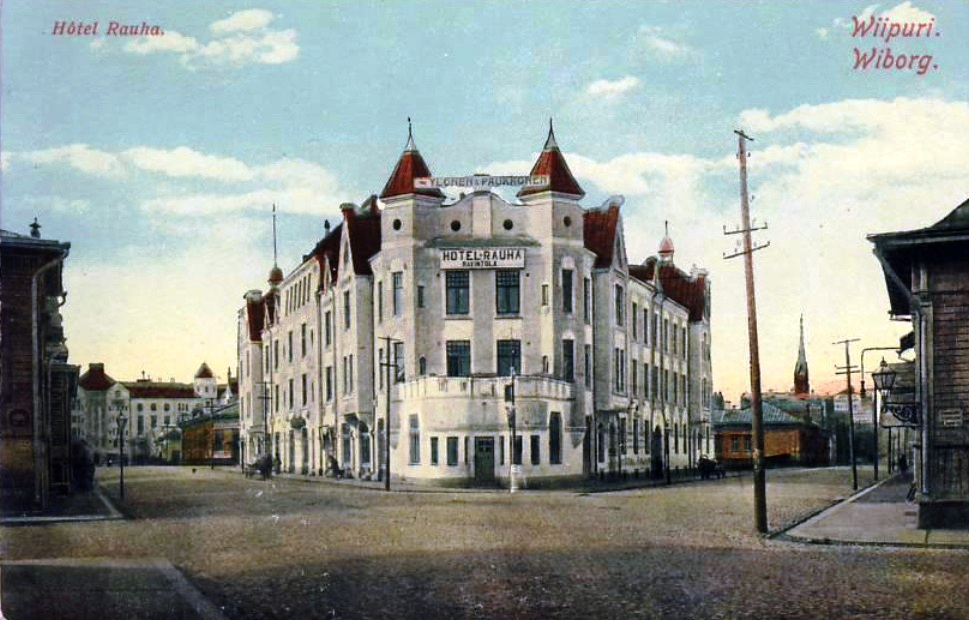
Первоначальный вид здания

Построенное в 1904 году трёхэтажное здание с мансардным этажом первоначально отличалось богатым декором фасада в стиле северный модерн с разнообразными по форме окнами, многочисленными эркерами с выразительными остроконечными крышами, а также небольшими угловыми башенками со шпилями, две из которых возвышались над главным спрямлённым угловым фасадом, обращённым к Треугольному скверу.

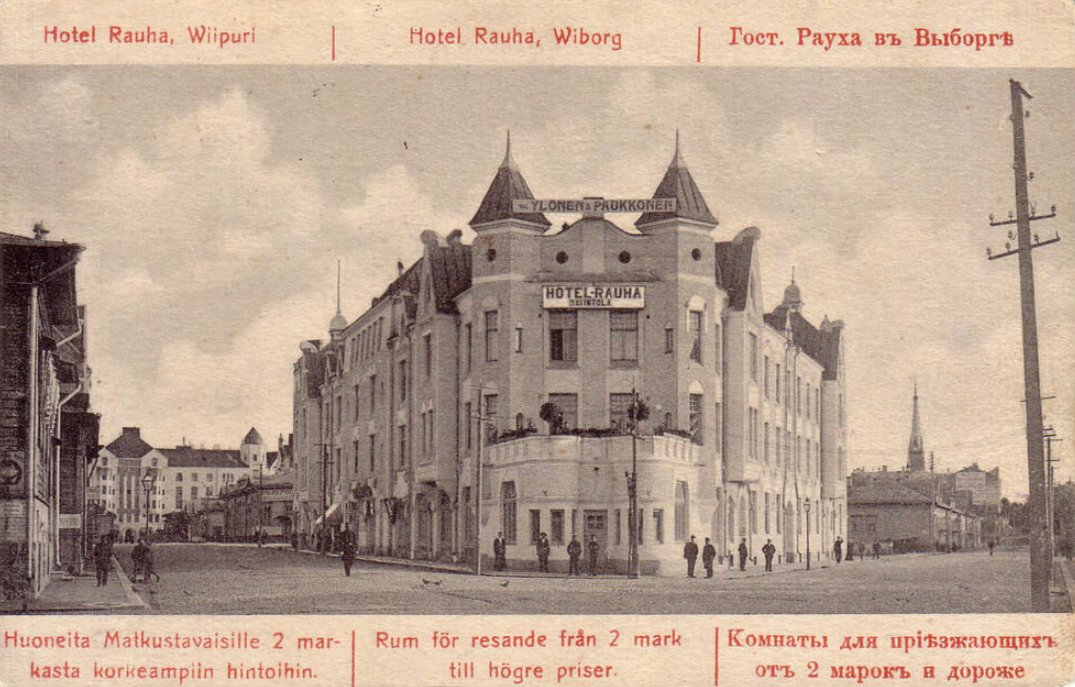
Гостиничная реклама

Вскоре на соседнем участке по заказу другого выборгского предпринимателя, Юхо Лаллукки, тем же зодчим был построен дом, оформленный в аналогичном стиле. Выборгские купцы не скупились на украшение фасадов домов, служивших рекламой их коммерческой деятельности. Основные помещения дома Воробьёва занимала гостиница «Рауха» (фин. Rauha «мир, покой») на 28 номеров разной ценовой категории. На первом этаже размещались магазины и другие предприятия коммерческого назначения, а на втором — ресторан с открытой верандой на обширном угловом балконе.
В 1939 году для расширения площади гостиницы здание было полностью перестроено по проекту главного городского архитектора В. Кейнянена, выполненному ещё в 1928 году. В ходе надстройки дома архитектор обратился к приёмам функционализма, известным лозунгом которого было изречение Б. Таута: «Что хорошо функционирует, то хорошо и выглядит». На практике это привело к утрате обильных романтических украшений фасада и интерьеров. По мнению исследователей, упрощение силуэта лишило здание своеобразия: прямые линии гладко оштукатуренного белого фасада с широкими окнами типичны для архитектуры финского функционализма 1920-х — 1930-х годов. К услугам постояльцев предлагались 35 номеров обновлённой гостиницы «Рауха», а также меблированные комнаты «Иматра».
В качестве гостиницы здание использовалось вплоть до окончания советско-финской войны (1941—1944): повреждения военного времени были устранены. Позднее дом был передан железнодорожному ведомству под размещение ведомственных учреждений здравоохранения и жилья железнодорожников. С 1962 года, после переезда ведомственной больницы и поликлиники во вновь построенное здание на Ленинградском шоссе, бывший дом Воробьёва стал жилым, но железнодорожная аптека размещалась в угловом помещении вплоть до начала XXI века. Большую часть помещений первого этажа занимают магазины и предприятия общественного питания.